# 马默斯莱克斯 (加利福尼亚州)
马默斯莱克斯是美國加利福尼亞州莫諾縣下屬市鎮，毗鄰马默斯山東側。於1984年8月20日建立市鎮，總面積約24.87平方英里（64.4平方公里）。据2010年美國人口普查，市鎮人口共8,234人。

## 外部連結
- 官方网站（英文）
- 參觀马默斯莱克斯 （页面存档备份，存于）（英文）